# Пшибыльская, Слава
Слава Пшибыльская-Кшижановская (пол. Sława Przybylska-Krzyżanowska; род. 2 ноября 1932, Мендзыжец-Подляски, Бяльский повят, Люблинское воеводство, Польша) — польская эстрадная певица.

## Биография
Слава Пшибыльская окончила государственную художественную школу имени Войцеха Герсона в Варшаве. Затем изучала внешнюю торговлю в Центральной школе дипломатической службы. Уже во время учёбы выступала на любительском уровне, а на большой сцене дебютировала в конце 50-х годов XX века. В 1958 году Слава Пшибыльская вместе с Халиной Куницкой, Анной Рек и Людмилой Якубчак приняла участие в конкурсе Польского радио. Получила известность в 1958 году, благодаря песне «Помнишь, была осень» (Pamiętasz była jesień), продублировав голос киноактрисы в фильме Войцеха Хаса «Прощание» (Pożegnania, 1958). В 1961 году на первом Международном фестивале польской песни в Сопоте Слава Пшибыльская заняла второе место, исполнив «Gdy kwitną czereśnie» (J. Gert — T. Śliwiak) — «Когда цветут черешни», «Jeszcze dziś» (J. Gert — T. Śliwiak) — «Ещё сегодня» и «Kuglarze» (H. Klejne — T. Urgacz) — «Фокусники».
Исполнила также немалое число песен Булата Окуджавы в польском переводе. Помимо Польши записывалась на телевидении в студиях, находящихся в городах других стран: Москва, Тбилиси, Прага, Братислава, Нью-Йорк, побывала с концертами в большинстве европейских стран, играла в театре, в частности в постановках «Свадебный тост», «Букетик альпийских фиалок», «Баллада о незащищённой любви». С 1983 года также поёт еврейские песни на польском, идише и иврите.
10 апреля 2000 президент Польши Александр Квасневский наградил певицу Офицерским Крестом Ордена Возрождения Польского — за выдающиеся заслуги в творчестве, в студенческом движении и по случаю 50-летия Союза польских студентов. Певица живёт в Отвоцке.

## Песни
- Ach panie panowie — «Ах, дамы, господа»
- Balonik — «Песенка о голубом шарике»
- Ciao, ciao bambina — «Чао, чао, бамбина»
- Droga na Smoleńsk — «Дорога на Смоленск»
- Gdzie są kwiaty z tamtych lat? — «Где цветы с тех лет?»
- Gorąca noc — «Горячая ночь»
- Krakowska kwiaciarka — «Краковская цветочница»
- Murka — «Мурка»
- Na Francuskiej — «На Французской»
- Pamiętasz była jesień — «Ты помнишь, была осень»
- Patrzę na twoją fotografię — «Смотрю на твой снимок»
- Pensylwania! — «Пенсильвания!»
- Piosenka o okularnikach — «Песенка об очкариках»
- Piosenka radiotelegrafistki — «Песня радиотелеграфистки»
- Przyjdzie dzień — «Настанет день»
- Samotna harmonia — «Одинокая гармонь»
- Siedzieliśmy na dachu — «Мы сидели на крыше»
- Słodkie fiołki — «Сладкие фиалки»
- Tango bolero — «Танго болеро»
- Tango notturno — «Танго ноттурно»
- Uralska jarzębina — «Уральская рябинушка»
- Widzisz mała — «Видишь, крошка»

## Дискография
- 1962 — Sława Przybylska — «Слава Пшибыльская»
- 1963 — Sława Przybylska 2 — «Слава Пшибыльская — 2»
- 1966 — Ballady i piosenki — «Баллады и песни»
- 1966 — Ballady i piosenki cz. 2 — «Баллады и песни, часть 2»
- 1968 — Nie zakocham się — «Не влюблюсь»
- 1970 — U brzegów Candle Rock — «У берегов Кэндл-Рока»
- 1972 — Sława Przybylska — «Слава Пшибыльская»
- 1973 — Jak z dawnych lat — «Как с давних лет»
- 1979 — Związek przyjacielski — «Дружеские отношения»
- 1988 — Sława Przybylska śpiewa ulubione przeboje — «Слава Пшибыльская поет любимые хиты»
- 1992 — Rodzynki z migdałami — «Изюм с миндалем»
- 1992 — Minuty nadziei — «Минуты надежды»
- 1993 — Ałef-Bejs — Pieśni i piosenki żydowskie — «Алеф-Бейс — еврейские песни и тексты»
- 2009 — 40 piosenek Sławy Przybylskiej — «40 песен Славы Пшибыльской»
- 2015 — Mój Okudżawa — «Мой Окуджава»

## Фильмография

### В кадре
- 1960 — Фильм NIEWINNI CZARODZIEJE («Невинные чародеи»), второстепенная роль певицы
- 1960 — Фильм ZEZOWATE SZCZĘŚCIE («Очи счастья»), второстепенная роль певицы, за кадром — исполнение песни «Почта военнопленных»
- 1985 — Фильм NIE BÓJ SIĘ («Не бойся») — пение

### За кадром
- 2001 — Фильм LISTY MIŁOSNE («Любовные письма»), исполнение песни «Расставание»
- 1996 — Фильм DZIEŃ WIELKIEJ RYBY («День большой рыбы»), исполнение песни «Галапагосские острова»
- 1960 — Фильм ROZSTANIE («Расставание»), исполнение песни «О вечернего гостя»
- 1958 — Фильм POŻEGNANIA («Прощание»), исполнение песни «Помнишь, была осень»